# 比爾·歐文
威廉·米爾斯·「比爾」·歐文（英語：William Mills "Bill" Irwin，1950年4月11日—）是一位美國的演員，小丑和喜劇演員。他曾經獲得過托尼獎。歐文出演的电视剧有《法律與秩序：特殊受害者》和《周一清晨》。